# 476

## Събитие
- Гермаски племена превземат Рим.

### Западна Римска империя
- 4 септември – Ромул Августул, последният император на Западната Римска империя, е свален от Одоакър. По традиция това се смята за датата на Падането на Римската империя и началото на европейските Тъмни векове; някои историци сега я смятат за съществено незначителна.

### Източна Римска империя
- Август – Узурпаторът Василиск е свален и Зенон е възстановен като византийски император.
- Зенон предоставя на Теодорих Велики областта Систово (Sistowo, Новае, Свищов) и му дава титлата императорски magister militum praesentalis.